# Emil Panaitescu
Emil Panaitescu (n. 11 februarie 1885, Cudalbi, județul Covurlui (azi județul Galați), Regatul României – d. 20 februarie 1958, Roma) a fost un istoric român, profesor de Istorie Antică la Facultatea de Litere și Filosofie a Universității din Cluj, director al Institutului de Studii Clasice și al Muzeului de Arheologie din Cluj, fost elev al Școlii Române din Roma și director al acesteia între anii 1929-1940.

## Biografie
Emil Panaitescu s-a născut la 11 februarie 1885 într-o familie modestă din satul Cudalbi, județul Covurlui. A urmat studiile primare în satul natal iar cele liceale la Liceul „Vasile Alecsandri” din Galați și Liceul „Matei Basarab” din București, obținând bacalaureatul în 1902. A urmat cursurile Facultății de Litere a Universității din București, unde i-a avut ca profesori pe Dimitrie Onciul, Nicolae Iorga și Grigore Tocilescu, absolvind-o în anul 1908.
A lucrat o perioadă scurtă ca profesor în învățământul secundar la Școala Normală „Vasile Lupu” din Iași și apoi la București, în cadrul Liceului „Sf. Sava” și al Seminarului Pedagogic Universitar. S-a specializat în istorie antică în Germania între anii 1910-1913, la München, Leipzig și Bonn, cu istoricul Ulrich Wilken și arheologul G. Loeschke.
După Primul Război Mondial a fost numit conferențiar la nou înființata Universitate din Cluj. În 1922 a fost recomandat de Universitatea din Cluj pentru a deveni membru al Școlii Române din Roma făcând parte din prima serie de bursieri (1922-1924).
Emil Panaitescu a obținut, în februarie 1925, doctoratul în filosofie cu mențiunea magna cum laude, cu specializarea arheologie și subspecializările filologie clasică și istoria daco-romanilor, fiind numit, la 23 decembrie 1925, profesor Catedra de istorie antică a Universității din Cluj.
A desfășurat o importantă activitate științifică și organizatorică: campanii de săpături arheologice, redactarea de lucrări și prezentarea de comunicări la congrese internaționale, membru al Comisiunii Monumentelor Istorice. Secția pentru Transilvania, organizarea Institutului de Studii Clasice din Cluj al cărui prim director a fost în perioada februarie 1929-februarie 1932.

## Emil Panaitescu și Școala Română din Roma
Emil Panaitescu a fost recomandat de Universitatea din Cluj în 1922 pentru a deveni membru al Școlii Române din Roma, director al școlii fiind Vasile Pârvan. În perioada cât a stat la Roma Emil Panaitescu s-a specializat în topografie antică.
După decesul lui Vasile Pârvan, Emil Panaitescu a candidat în 1927 la conducerea Școlii, Academia Română preferându-l însă pe George G. Mateescu. A înființat în 1928, la București, Asociația foștilor Membri ai Școalei Române din Roma, societate care își propunea, pe lângă menținerea relațiilor de camaraderie dintre foștii bursieri, și păstrarea contactului cu activitatea Școlii și înlesnirea activității științifice a membrilor ei, fiind și primul ei 
președinte. Un an mai târziu, în 1929, pentru a omagia activitatea academicianului Vasile Pârvan la Roma, numele asociației devenea Asociația academică Vasile Pârvan a foștilor Membri ai Școalei Române din Roma.
După decesul prematur al lui George G. Mateescu la 7 iunie 1929, candidatura lui Emil Panaitescu pentru funcția de director al Școlii Române din Roma a fost votată de Academia Română, acesta fiind numit pentru o perioadă de doi ani și ulterior reconfirmat periodic până în noiembrie 1940, când a fost îndepărtat de guvernarea național-legionară, în locul său fiind numit provizoriu Dimitrie Găzdaru, fost elev al Școlii, profesor la Universitatea din București și membru al Mișcării Legionare.
Activitatea lui Emil Panaitescu la conducerea Școlii Române din Roma a fost axată pe aspectele organizatorice și științifice:
- finalizarea construcției noului sediu din Valle Giulia pe un teren concesionat perpetuu în 1922 de Primăria Romei pentru suma simbolică de o liră pe an;
- obținerea de noi surse de fonduri (Banca Națională a României, Ministerul de Externe) pentru a asigura buna funcționare zilnică a Școlii și realizarea activităților științifice (vizite și excursii de studii, tipărirea publicațiilor Școlii);
- reluarea ciclului de conferințe științifice ale Institutului, inaugurat de Vasile Pârvan, și tipărirea de noi volume ale celor două publicații ale Școlii, Ephemeris Dacoromana și Diplomatarium Italicum;
- creșterea vizibilității României prin organizarea de manifestații științifice și culturale la care să fie invitate oficialități italiene, membrii ai corpului diplomatic în post în Italia și membrii ai academiilor străine similare care își desfășurau activitatea la Roma.

În perioada cât a fost director al Școlii Române din Roma Emil Panaitescu a adresat numeroase memorii Academiei Române, Ministerului Instrucțiuni Publice, Ministerului de Finanțe și Parlamentului pentru a realiza o copie a Columnei lui Traian care să fie expusă în România. Eforturile sale au fost încununate de succes în 1939 când statul român a comandat copia, aceasta fiind terminată în 1943. Copia a fost executată din ciment alb armat, amestecat cu praf de marmură, și respectă proporțiile monumentului. Din cauza războiului mulajele au fost depozitate în diverse locuri în Roma (Muzeul Lateran, Forul lui Traian, Palatul Expozițiilor) și doar în 1967 au fost aduse în România. Din 1972 copia este expuse într-o sală a Muzeului Național de Istorie a României.
După sfârșitul celui de-al Doilea Război Mondial a fost forțat, datorită dificultăților de repatriere pentru el și familia sa și imposibilității de a relua activitatea didactică la Cluj, să rămână în exil la Roma unde a murit la 20 februarie 1958.

## Activitatea politică
Emil Panaitescu a fost un membru important al Partidului Țărănesc, fiind ales deputat din partea acestui partid în legislatura 1920-22, ulterior aderând la Partidului Național Liberal și fiind ales deputat în legislaturile 1927-28 și 1933-37. După instaurarea dictaturii regale în 1938, urmată de interzicerea partidelor istorice și înființarea de către regele Carol al II-lea a partidului unic Frontul Renașterii Naționale, Panaitescu a aderat la acest partid și a purtat uniforma acestuia la acțiunile oficiale ale Școlii.
După îndepărtarea sa de la conducerea Școlii, la propunerea lui Ion Antonescu, Emil Panaitescu a fost numit consilier cultural cu misiune specială în cadrul Legației României de pe lângă Sfântul Scaun.

## Familia
Emil Panaitescu s-a căsătorit, la 5 noiembrie 1925, cu Maria-Sofia Lahovary-Kretzulescu, fiica lui Alexandru Emanuel Lahovary, șeful Legației române la Roma, decanul corpului diplomatic român și principalul negociator cu statul italian în vederea fondării Școlii române de la Roma.
Anna Kretzulescu, soția lui Alexandru Emanuel Lahovary, era fiica lui Nicolae Kretzulescu, om politic, de mai multe ori președinte al Consiliului de Miniștri la mijlocul secolului al XIX-lea.

## Ordine și decorații
Activitatea lui Emil Panaitescu a fost răsplătită cu următoarele ordine și medalii:
 Răsplata muncii pentru învățământ clasa I. 
Ordinul Meritul Cultural pentru promovarea culturii în grad de cavaler cl. I.
 Ordinul Coroana Italiei⁠(en)[traduceți] în grad de mare ofițer